# 1101
| [ Edytuj tabelę ]          |                                                              |
| Książę Polski              | - 1079 Władysław I Herman 1102                               |
| Król Angkoru               | - 1080 Dżajawarman VI 1107 - 1101 Nurpatindrawarman III 1113 |
| Król Anglii                | - 1100 Henryk I 1135                                         |
| Król Aragonii i Nawarry    | - 1094 Piotr I Aragoński 1101                                |
| Hrabia Barcelony           | - 1082 Rajmund Berengar III Wielki 1131                      |
| Książę Bawarii             | - 1096 Welf I 1101 - 1101 Welf II 1120                       |
| Książę Burgundii           | - 1079 Eudes I Rudy 1102                                     |
| Cesarz Bizancjum           | - 1081 Aleksy I Komnen 1118                                  |
| Cesarz Chin                | - 1100 Song Huizong 1125                                     |
| Książę Czech               | - 1101 Borzywoj II 1107                                      |
| Król Danii                 | - 1095 Eryk Dobry 1103                                       |
| Władca Egiptu              | - 1094 Al-Musta’li 1101 - 1101 Al-Amir 1130                  |
| Król Francji               | - 1060 Filip I 1108                                          |
| Król Gruzji                | - 1089 Dawid IV Budowniczy 1125                              |
| Hrabia Holandii            | - 1091 Floris II Gruby 1121                                  |
| Cesarz Japonii             | - 1086 Horikawa 1107                                         |
| Kalif                      | - 1094 Al-Mustazhir 1118                                     |
| Król Kastylii              | - 1072 Alfons VI Kastylijski 1109                            |
| Wielki książę Kijowa       | - 1093 Światopełk II Michał 1113                             |
| Patriarcha Konstantynopola | - 1084 Mikołaj III Gramatyk 1111                             |
| Władca Korei               | - 1095 Sukjong 1105                                          |
| Państwo Almorawidów        | - 1070 Jusuf ibn Taszfin 1106                                |
| Król Norwegii              | - 1093 Magnus III Bosy 1103                                  |
| Książę Obodrzyców          | - 1093 Henryk Gotszalkowic 1127                              |
| Hrabia Palatynatu          | - 1095 Zygfryd z Ballenstadt 1113                            |
| Papież                     | - 1099 Paschalis II 1118 - 1100 Teodoryk (antypapież) 1101   |
| Hrabia Portugalii          | - 1093 Henryk Burgundzki 1112                                |
| Sułtan Rumu                | - 1086 Kilidż Arslan I 1107                                  |
| Cesarz Rzymski (niemiecki) | - 1084 Henryk IV 1105                                        |
| Książę Saksonii            | - 1072 Magnus 1106                                           |
| Sułtan Wielkich Seldżuków  | - 1092 Barkijaruk 1104                                       |
| Król Szkocji               | - 1097 Edgar 1107                                            |
| Król Szwecji               | - 1083 Inge I Starszy 1110                                   |
| Doża Wenecji               | - 1096 Vitale I Michiel 1102                                 |
| Król Węgier                | - 1095 Koloman Uczony 1116                                   |

Rok 1101 / MCI
stulecia: XI wiek ~
XII wiek ~
XIII wiek

lata: 1091 «
1096 «
1097 «
1098 «
1099 «
1100 «
1101
» 1102
» 1103
» 1104
» 1105
» 1106
» 1111

## Wydarzenia na świecie
- 19 kwietnia – król Danii Kanut IV został ogłoszony świętym przez papieża Paschalisa II.
- 17 maja – Krucjata 1101 roku: armia krzyżowców pod dowództwem króla Jerozolimy Baldwina I z Boulogne zdobyła Cezareę Nadmorską.
- 23 czerwca – Krucjata 1101 roku: krzyżowcy zdobyli Ankarę i przekazali ją władzom bizantyńskim.

## Zmarli
- 6 października – św. Bruno z Kolonii, założyciel zakonu kartuzów (ur. ok. 1030)
- 24 sierpnia – Su Shi, chiński poeta (ur. 1037)